# الدوري البرازيلي الدرجة الرابعة 2017
الدوري البرازيلي الدرجة الرابعة 2017 هو الموسم 9 من الدوري البرازيلي الدرجة الرابعة. أقيم خلال الفترة 21 مايو 2017 وحتى 3 سبتمبر 2017، وأشرف على تنظيمه اتحاد البرازيل لكرة القدم، وكان عدد الأندية المشاركة فيه 68، وفاز فيه Operário Ferroviário Esporte Clube ‏.